# Leptotarsus (Longurio) bonaespei
Leptotarsus (Longurio) bonaespei is een tweevleugelige uit de familie langpootmuggen (Tipulidae). De soort komt voor in het Afrotropisch gebied.